# شهرستان کلهون (تگزاس)
شهرستان کلهون، تگزاس (به انگلیسی: Calhoun County, Texas) یک سکونتگاه مسکونی در ایالات متحده آمریکا است که در تگزاس واقع شده‌است.

## خصوصیات
شهرستان کلهون ۲٬۶۷۲٫۸۸ کیلومترمربع مساحت دارد.